# Alcides de Souza Faria Júnior
Alcides de Souza Faria Júnior, noto come Cidinho (Mesquita, 28 gennaio 1993), è un calciatore brasiliano, centrocampista dell'AS Béziers.

## Carriera

### Club
Ha giocato in massima serie con la maglia del Botafogo.